# Periventrikuläre Leukomalazie
Unter einer periventrikulären Leukomalazie (PVL) (altgriechisch περί perí, deutsch ‚um, herum‘, lateinisch ventriculus ‚kleiner Bauch, Magen‘ sowie altgriechisch λευκός leukós, deutsch ‚weiß‘ und μαλακός malakós, deutsch ‚weich, zart‘) wird in der Medizin eine der häufigsten durch erheblichen Sauerstoffmangel verursachte Schädigung der weißen Substanz im Gehirn verstanden. Die PVL tritt besonders häufig bei frühgeborenen Kindern im Säuglingsalter auf.
Der Begriff stammt von Banker & Larroche aus dem Jahre 1962.

## Häufigkeit
Bei etwa 5 von 100 Neugeborenen mit einem Geburtsgewicht von unter 1,5 kg kann eine periventrikuläre Leukomalazie diagnostiziert werden.

## Ursache
Bei der periventrikulären Leukomalazie ist es durch einen Sauerstoffmangel, wie er z. B. bei Atemstörungen oder Mangeldurchblutung auftritt, zum Absterben von Hirnzellen im dorsalen und lateralen Bereich der Seitenventrikel (= periventrikulär) gekommen (in der sogenannten germinativen Matrix). Die Läsion bedingt eine Erweichung (Malazie) der weißen Substanz. Die Schädigung kann bereits vorgeburtlich (= pränatal) als Komplikation eines FIRS (fetal inflammatory response syndrome) entstanden sein.

## Auswirkungen
In der weißen Substanz liegen motorische Nervenfasern, durch die Willkürbewegungen möglich sind. Aufgrund der Schädigung in diesem Bereich durch die periventrikuläre Leukomalazie entstehen Zysten in den sensiblen Hirnregionen; zunächst in der weißen Substanz, später dann auch in den seitlichen Hirnventrikeln. Es kommt dadurch bei den Kindern zu unterschiedlich starken Ausfällen motorischer Funktionen, die von der Ausprägung der Veränderungen abhängig sind. Die Bewegungsstörungen betreffen oft den Bereich der Beine (Diplegie) und manchmal auch die Arme; es kommt zu Spastiken. Beeinträchtigungen der kognitiven Funktionen sind bei schweren Schädigungen ebenfalls möglich. Es kann zur Entwicklung einer Epilepsie (z. B. West-Syndrom) kommen.

## Diagnose
Bei jüngeren Kindern ist eine Diagnose der periventrikulären Leukomalazie durch Ultraschall möglich, bei älteren Kindern (ca. ab dem Alter von 24 Monaten) ist die Kernspintomografie (MRT) das diagnostische Mittel der Wahl.
Sonographisch können mehrere Stadien unterschieden werden:
- Nekrose der weißen Substanz lateral der Seitenventrikel, akute Phase, sonographisch Echogenitätsvermehrung
- zystische Umwandlung, chronische Phase, sonographisch Zystennachweis
- Residualstadium mit/ohne umschriebener Ventrikeldeformierung und/oder Erweiterung, normalisierter Echogenität.[3]

Eine PVL kann umschrieben als fokale Region mit vermehrter Echogenität auftreten, dann ist eine periventrikuläre Blutung abzugrenzen; oder als mehr diffuse Echogenitätsvermehrung periventrikulär. Im Anfangsstadium ist dann die Abgrenzung zur normalen Echogenitätsvermehrung "physiologische Unreife" schwierig bis unmöglich.
Zwischen Schädigung und sonographisch erkennbarer Echogenitätsvermehrung vergehen mehrere Tage; nicht selten gibt es auch zwischen der akuten und der chronischen Phase einen Zeitabschnitt ohne fassbare Auffälligkeiten (stumme Phase).
Häufig wird die Diagnose erst 4–6 Wochen nach Schädigung gestellt durch den Nachweis der sonographisch gut abgrenzbaren Zysten in der weißen Substanz periventrikulär.
Im MRT finden sich fleckförmige Signalanhebungen in der weißen Substanz dem Ventrikel angrenzend sowie korrespondierend zur Gewebeschädigung umschriebene Verschmächtigungen im Balken.
Eine Prognose zur Entwicklung des Kindes ist durch die Interpretation des Bildes schwierig bis unmöglich; die tatsächliche individuelle Entwicklung eines Kindes kann nicht vorausgesagt werden.

## Behandlung
Die Auswirkungen im Bereich der Motorik können durch Physiotherapie behandelt werden.
Eine weitere Methode der Behandlung ist die Konduktive Förderung nach Petö. Sie ist eine komplexe Methode, bei der nach dem jeweiligen individuellen Bedarf pädagogische und medizinische Kenntnisse kombiniert werden mit physiotherapeutischen, ergotherapeutischen, logopädischen und anderen Elementen. Das Ziel der Konduktiven Förderung ist, durch das Aneignen von Alltagsabläufen die weitestmögliche Unabhängigkeit von Hilfsmitteln zu erreichen.